# Лучко, Клара Степановна
Кла́ра Степа́новна Лучко́ (1 июля 1925, с. Чутово, Украинская ССР — 26 марта 2005, Москва, Россия) — советская и российская актриса. Народная артистка СССР (1985). Лауреат Сталинской премии II степени (1951).

## Биография
Клара Лучко родилась 1 июля 1925 года в с. Чутово (по другим данным — в с. Старые Санжары) Полтавской области, УССР, в крестьянской семье. Себя в шутку называла трижды казачкой за съёмки в фильмах «Кубанские казаки» и «Цыган», а также за своих предков.
Отец — Степан Григорьевич — был родом из села Лучки (отсюда и фамилия Лучко) и работал председателем совхоза в селе Яковцы. Мать — Анна Ивановна, тоже была на руководящей должности: возглавляла колхоз соседнего района. По воспоминаниям самой актрисы, у матери был прекрасный голос: в молодости она участвовала в самодеятельности и даже пела в церкви вместе с И. Козловским.
В отличие от сверстниц, в раннем детстве никогда не мечтала о сценической карьере — отчасти из-за нескладной фигуры, за которую даже получила обидное прозвище Жирафа. Первые семь лет училась в украинской школе в Полтаве, а после начала войны семья эвакуировалась в Казахскую ССР, и десятилетку закончила в городе Джамбуле.
В 1943 году, после окончания школы, неожиданно для матери приняла решение поступить во ВГИК, находившийся в то время в Алма-Ате в эвакуации. На её решение повлияла случайно попавшая в руки газета с объявлением о наборе студентов на первый курс. Приёмные испытания будущей звезды прошли несколько необычно. Растерявшись, она не смогла прочесть обязательный набор произведений, но ситуацию спас возглавлявший приёмную комиссию знаменитый педагог Б. В. Бибиков. Он попросил Клару сыграть необычный этюд «с тонущей подругой», с чем она справилась так убедительно, что была зачислена на первый курс, в мастерскую С. А. Герасимова и Т. Ф. Макаровой (окончила в 1948 году).
Во время учёбы не выделялась никакими особыми талантами, но уже в это время проявилась её склонность к работе с героями, обладающими ярко выраженными определёнными характерами и необычными судьбами. Дебютом в кино стала характерная роль тётушки Марины в фильме С. Герасимова «Молодая гвардия». Роль была второстепенной и её появление осталось незамеченным. Популярность пришла в 1950 году, после выхода на экраны фильма «Кубанские казаки», за участие в котором она получила Сталинскую премию второй степени.
Замуж вышла в 1950 году за партнёра по съёмочной площадке — актёра Сергея Лукьянова, который в «Кубанских казаках» сыграл роль Гордея Ворона. В 1951 году у пары родилась дочь Оксана, которую воспитала тётя Лучко, вырастившая и саму Клару.
Работу в кино сочетала с работой на сцене Театра-студии киноактёра (с 1948 года). В те годы жизнь щедро одарила актрису успехом, поклонением, личным счастьем. Но в 1965 году её постигла личная драма: умер муж. Лучко настойчиво продолжала работу. Она считала, что актёрская профессия требует постоянной тренировки, чтобы постоянно оставаться в творческой форме и быть готовой к, возможно, главной роли в жизни.
Свою новую любовь встретила в 1969 году. Вот как сама она об этом рассказывала: «Я пришла в гости к своей приятельнице Рите Квасницкой, у неё за стеной жила Аза Лихитченко, её муж Саша Менделеев был ответственным секретарём „Недели“. Аза зашла к нам и пригласила к себе, сказав, что „сейчас Дима Мамлеев придёт“. Мы перешли в соседнюю квартиру. Пришёл Дима Мамлеев — красивый, молодой, подающий надежды „известинец“. Мы очень интересно провели вечер. А когда начали расходиться, выяснилось, что все живут в этом доме, а мы с Димой — люди пришлые. И пошли мы вдвоём с Димой искать такси. Так до сих пор вместе и живём».
Предпочитала активный образ жизни: любила спорт, отдых на природе, на садовом участке выращивала лилии. Любила произведения русских и зарубежных классиков, классические произведения П. И. Чайковского, Ф. Листа. Всегда с удовольствием смотрела старые советские кинокартины. Среди любимых актёров — Н. К. Черкасов, Е. П. Леонов, М. М. Неёлова. Жила и работала в Москве. О своей жизни она написала книгу «Виновата ли я» (2002), которая завоевала признание читателей.
Незадолго до смерти закончила съёмки в фильме Ю. Гусмана «Парк советского периода», сыграв своеобразный ремейк своего легендарного образа из «Кубанских казаков». Правда, роль озвучить не успела.

### Творчество
Свою первую роль в кино сыграла на 4-м курсе ВГИКа: в фильме «Три встречи» роль геолога Бэлы. Дипломной работой стала роль Ульяны Громовой в спектакле «Молодая гвардия» по одноимённому роману А. А. Фадеева, где она сыграла Ульяну Громову заработала оценку «отлично». Причём поставил эту оценку С. Герасимов, который в том же году взялся за постановку художественного фильма по этому же произведению. На главные роли он взял студентов своего курса, которые участвовали в дипломном спектакле, однако Лучко получила не главную роль Ульяны Громовой, а эпизод с тётушкой Мариной. Таким образом, фильм, который стал счастливым билетом для многих советских актёров, для Лучко обернулся настоящим горем, она даже всерьёз задумывалась об уходе из кино. Но в эту пору её заметил и пригласил сниматься режиссёр И. А. Пырьев. Работая над ролью Даши Шелест в картине «Кубанские казаки» (1949), актриса воспрянула духом.
После «Кубанских казаков» актрису узнала вся страна. Её часто приглашали крупные режиссёры: С. Герасимов, Вс. Пудовкин, И. Хейфиц. Она снялась во многих фильмах: «Донецкие шахтёры» (1950), «Возвращение Василия Бортникова» (1952), «Большая семья» (1954), «Двенадцатая ночь» (1955), «В твоих руках жизнь» (1959), «На семи ветрах» (1962), «Государственный преступник» (1964), «Опекун» (1970), «Мы, нижеподписавшиеся» (1980), «Бедная Маша» (1981), «Карнавал» (1981), «Ларец Марии Медичи» (1981), «Тревожное воскресенье» (1983). В этих фильмах судьба свела актрису с такими актёрами, как В. Меркурьев, М. Яншин, П. Кадочников, Л. Лужина, А. Ларионова, Е. Савинова, В. Зубков и многими другими.  «Я не сыграла многого из того, что хотела бы сыграть, — вспоминала Лучко. — У меня не было ни мужа-кинорежиссёра, не было никакой протекции в кино. Но тем не менее у меня более 60 ролей…»
Оглушительный успех сопутствовал фильму «Цыган» (1979). Популярность этой мелодрамы была настолько велика, что в 1985 году было снято продолжение «Возвращение Будулая», которое также стало триумфальным. Исполнителям главных ролей К. Лучко и М. Волонтиру было присвоено звание Народный артист СССР, являвшееся высшим признанием деятелей искусств в Советском Союзе.
Наряду с актёрской работой вела активную общественную деятельность — работала в Университете культуры, Комитете советских женщин, Правлении общества «СССР — Австралия», актёрской секции Союза работников кинематографии СССР. Часто встречалась со зрителями. Неоднократно представляла советское киноискусство на фестивалях, в творческих поездках побывала во многих странах мира, встречалась со всемирно известными людьми: премьер-министром Индии Дж. Неру, художником П. Пикассо, певцом П. Робсоном.
Член Союза кинематографистов СССР.
В 1990-е вела программу «Фильмы нашей памяти» на Первом канале, затем программу «Кумиры кино» на АСТ.

Могила Лучко на Новодевичьем кладбище Москвы.

В 2005 году актриса готовилась отметить 80-летний юбилей. Особых жалоб на состояние здоровья она не высказывала, поэтому её смерть стала для родных и коллег настоящим шоком. Как обычно, субботним утром 26 марта 2005 года актриса готовила завтрак. Накрыв на стол, позвала мужа — и неожиданно потеряла около 8 часов утра сознание. Муж Дмитрий Мамлеев, увидев лежащую на полу возле кровати бездыханную супругу, тут же вызвал бригаду «скорой помощи». Но было уже поздно. По заключению врачей бригады «скорой», прибывших в квартиру актрисы в высотке на Котельнической набережной, у неё оторвался тромб — такова запись в картотеке о причине смерти.
Похоронена 28 марта в Москве на Новодевичьем кладбище, на участке № 10, рядом с хирургом Б. В. Петровским.

### Семья
- Первый муж (с 1950 по 1965) — Сергей Владимирович Лукьянов (1910—1965), актёр. Народный артист РСФСР (1952). Похоронен в Москве на Новодевичьем кладбище (на участке № 6).
  - Дочь — Оксана Сергеевна Лукьянова (род. 6 мая 1951) — переводчица и журналистка[5].
    - Внук — Александр;

  - Падчерица — Татьяна Сергеевна Лукьянова (род. 1 апреля 1939), работала в Театре на Таганке: с 1960 по 1993 год — в театре под руководством Юрия Любимова, затем с 1993 года — в Содружестве актёров Таганки под руководством Николая Губенко.
- Второй муж (с 1969 по 2005) — Дмитрий Фёдорович Мамлеев (1929—2012), советский и российский писатель и журналист. Похоронен в Москве на Донском кладбище.

### Сын
Коллекционирование шляпок.

## Фильмография

### 1940-е
1. 1948 — Три встречи — Бэла Мухтарова, геолог
2. 1948 — Мичурин — гостья Пашкевича на встрече Нового года
3. 1948 — Молодая гвардия — тётушка Марина
4. 1949 — Кубанские казаки — Даша Шелест

### 1950-е
1. 1950 — Донецкие шахтёры — Лида Недоля
2. 1953 — Возвращение Василия Бортникова — Наталья Дубко
3. 1953 — Вихри враждебные — Дагмара
4. 1954 — Большая семья — Лида
5. 1955 — Двенадцатая ночь — Виола / Себастьян
6. 1957 — Рядом с нами — Антонина
7. 1958 — Красные листья — Ядвига Валевская
8. 1959 — В твоих руках жизнь — Настя Ивлева
9. 1959 — Снежная сказка — Чёрная Душа

### 1960-е
1. 1962 — На семи ветрах — Наталья Михайловна Гусева, военный хирург
2. 1963 — Голубой огонёк-1963 — гостья «Голубого огонька»
3. 1964 — Государственный преступник — Нина Семёнова
4. 1965 — Год как жизнь — Эмма Герверг
5. 1966 — Чужое имя — Ольга
6. 1966 — Заблудший — Аня
7. 1966 — Дядюшкин сон — Анна Николаевна Антипова
8. 1969 — Похищение — камео

### 1970-е
1. 1970 — Опекун — Люба Фирсова
2. 1970 — Мир хижинам, война дворцам — комиссар Евгения Бош
3. 1970 — Море в огне — секретарь Севастопольского горкома ВКП(б) по промышленности А. А. Сарина
4. 1971 — Ференц Лист. Грёзы любви — Мари д’Агу
5. 1971 — Горячие тропы — Екатерина Васильевна
6. 1972 — Иду к тебе... — Ольга Кобылянская
7. 1972 — Неизвестный, которого знали все — разведчица Анна Либерс
8. 1973 — Подзорная труба (короткометражный) — мать
9. 1973 — Дача — Ксюша
10. 1974 — Гнев — мадам Журжу, бессарабская помещица
11. 1975 — Там, за горизонтом — Зинаида Бочажникова
12. 1977 — Корень жизни — Александра Тинкэ
13. 1979 — Цыган — Клавдия Петровна Пухлякова
14. 1979 — С любимыми не расставайтесь — мать Ларисы Кирилашвили

### 1980-е
1. 1980 — Ларец Марии Медичи — Мадлен Локар
2. 1980 — Кодовое название «Южный гром» — военврач Мария
3. 1981 — Мы, нижеподписавшиеся — Виолетта Матвеевна Нуйкина, член комиссии
4. 1981 — Карнавал — Жозефина Викторовна, вторая жена Соломатина
5. 1981 — Бедная Маша — Ольга Павловна, мать Маши
6. 1982 — Вы умеете играть на пианино? (фильм-спектакль) — Марианна Денисовна
7. 1982 — Профессия — следователь — Валентина Семёновна Векшина, вдова академика
8. 1983 — Найди на счастье подкову — Варвара
9. 1983 — Тревожное воскресенье — председатель горисполкома Анна Степановна Головина
10. 1984 — Прежде, чем расстаться — Антонина, буфетчица
11. 1985 — Возвращение Будулая — Клавдия Петровна Пухлякова
12. 1985 — Непохожая — Юлия Михайловна, мать Витьки
13. 1985 — Жил отважный капитан — Агния
14. 1985 — Тётя Маруся — Маруся
15. 1987 — Про любовь, дружбу и судьбу — Даша
16. 1987 — Ваш специальный корреспондент — Марианна Сергеевна Дрэган
17. 1988 — Однажды в декабре 1988 — Оксана Григорьевна

### 1990-е
1. 1990 — Войди в каждый дом — Авдотья
2. 1991 — Игра в смерть, или Посторонний — Иоанна Корбу
3. 1991 — Виновата ли я… — Вера Долгова
4. 1992 — Глаза — доктор в больнице
5. 1994 — Притча про светлицу

### 2000-е
1. 2002 — Солнечный удар — Клара Миллер
2. 2002 — Разведённые мосты — Дарья
3. 2006 — Парк советского периода — камео
4. 2003 — Ералаш (выпуск № 165, сюжет «Идеал»)[6] — бабушка Лизы

### Участие в фильмах
- 1963 — Мелодии Дунаевского (документальный)
- 1995 — Екатерина Савинова (из цикла телепрограмм канала ОРТ «Чтобы помнили») (документальный)
- 1997 — Сергей Лукьянов (из цикла телепрограмм канала ОРТ «Чтобы помнили») (документальный)
- 2002 — Жизнь Дездемоны. Ирина Скобцева (документальный)

### Архивные кадры
- 2006 — Клара Лучко (из цикла передач телеканала ДТВ «Как уходили кумиры») (документальный)
- 2007 — Последняя роль Георгия Юматова (документальный)
- 2009 — Просто Клара Лучко (документальный)
- 2010 — Клара Лучко. Поздняя любовь (документальный)
- 2013 — Василий Васильевич Меркурьев (документальный)
- 2017 — Цыган (из документального цикла о создании знаменитых советских фильмов «Тайны кино»)

## Звания и награды

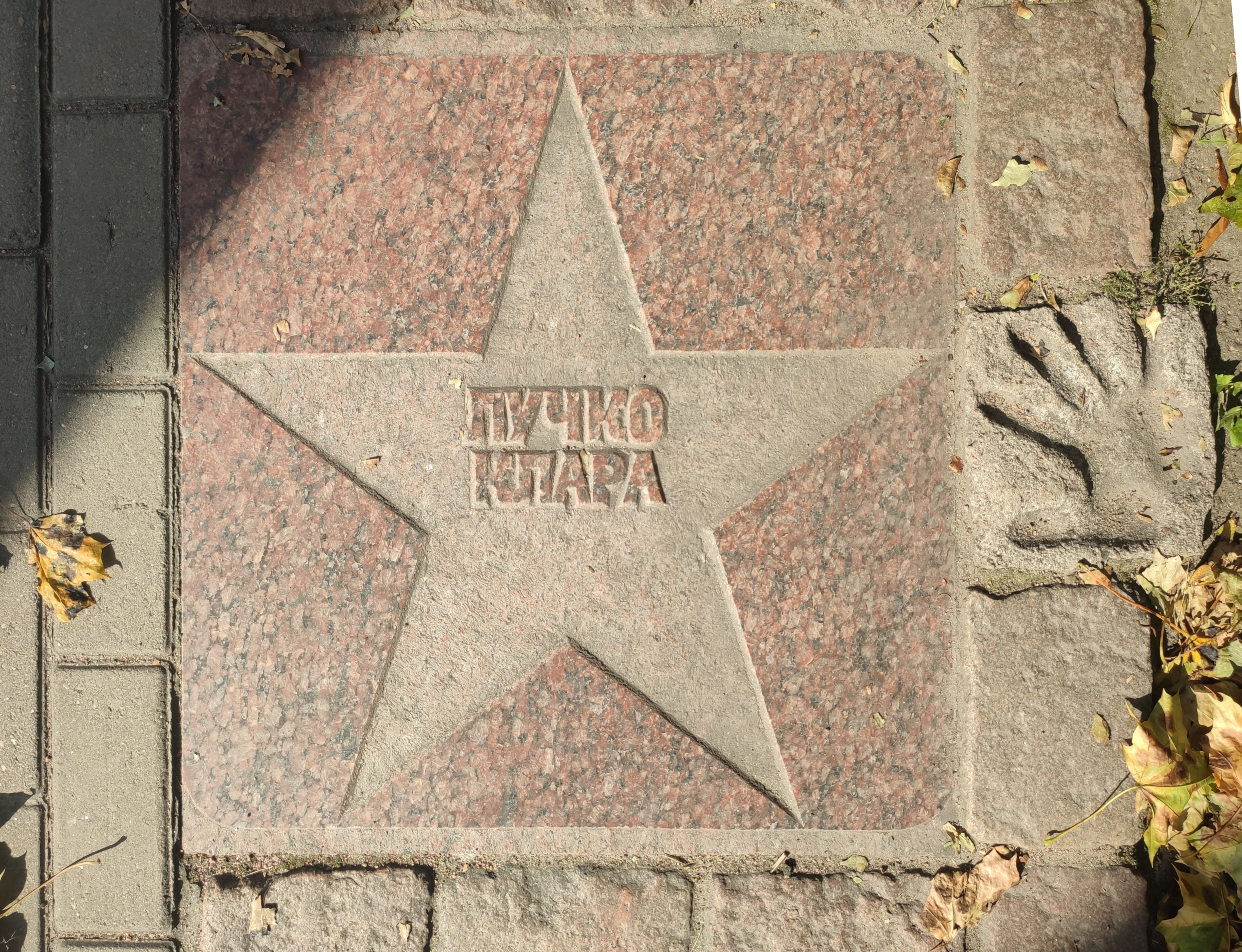
Звезда Клары Лучко на Аллее актёрской славы в Выборге

- Заслуженная артистка РСФСР (26 ноября 1965 года) — за заслуги в области советского киноискусства[7].
- Народная артистка РСФСР (28 марта 1974 года) — за заслуги в области советского киноискусства[8][9].
- Народная артистка СССР (25 июля 1985 года) — за заслуги в развитии советского киноискусства[10].
- Сталинская премия второй степени (1951) — за исполнение роли Дарьи Никаноровны Шелест в фильме «Кубанские казаки» (1949).
- Орден «За заслуги перед Отечеством» IV степени (1 июля 2000 года) — за выдающийся вклад в развитие киноискусства[11].
- Орден «Знак Почёта» (6 марта 1950 года) — за выдающиеся заслуги в развитии советской кинематографии[12]
- Медаль «В ознаменование 100-летия со дня рождения Владимира Ильича Ленина» (1970).
- Медаль «В память 850-летия Москвы» (1997).
- МКФ в Канне (1955, Приз лучшему актёрскому составу, фильм «Большая семья»).
- Титул «Человек года» (1965).
- Приз за вклад в разработку женской темы в отечественном кино на III кинофестивале «Женский мир — 1994» (1994, Набережные Челны).
- Титул «Женщина мира» (1996, США).
- Премия Гильдии актёров кино России «За выдающийся вклад в профессию» (1999).
- Титул «Женщина тысячелетия» (2000, Институт географии, Кембридж (Массачусетс)).
- Почётная казачка.

## Память
- 19 сентября 2005 года в Курганинске Краснодарского края установили памятник актрисе. Именно там полвека назад снимали сцены ярмарки для легендарного фильма «Кубанские казаки». Памятник установлен на центральной площади города, которая носит имя Клары Лучко.
- 26 сентября 2008 года в Краснодаре был открыт памятник актрисе. Скульпторы — Д. Успенская и В. Шанов[13].
- В Краснодаре именем актрисы назван бульвар.
- В Москве в 2008 году установлена мемориальная доска на доме (Котельническая наб., дом 1/15, корп. В), где с 1953 по 2005 год жила актриса[14].